# Ernest Demunck
Pierre Joseph Ernest Demunck (Brussel, 19 december 1840 – Londen, 6 februari 1915) was een Belgisch cellist.

## Achtergrond
Hij werd geboren in het gezin van cellist François Demunck en Antoinette Louise Gilbert. Jongere broer Camille Demunck werd violist. Ernest huwde in 1879 sopraan Carlotta Patti. In 1874 was hij enige tijd in behandeling voor een verlamming aan de linkerhand.

## Muziek
Ernest kreeg zijn eerste muzikale opleiding van zijn vader en gaf al vanaf zijn achtste concerten. Hij nam vervolgens les bij Adrien-François Servais aan het Koninklijk Conservatorium Brussel, waar hij in 1855 een eerste prijs haalde bij het afstuderen. Na die studie vertrok hij naar Engeland waar hij veel concerten gaf, maar ook les aan de Guildhall School of Music. Van 1868 tot 1870 werkte hij in Parijs (Quator Maurin, Concerts Pasdeloup), aansluitend was hij eerste cellist in het hoforkest van Karel Alexander van Saksen-Weimar-Eisenach. In die periode trad hij ook een aantal keren op Felix Meritis in Amsterdam, waarvan een keer (1875) onder leiding van Richard Hol. Na zijn huwelijk in 1879 trad hij diverse keren met zijn vrouw op. Het echtpaar vertrok naar de Verenigde Staten, maar keerde terug naar Engeland alwaar hij docent werd aan de Royal Academy of Music.
De Munck bespeelde een cello in 1710 vervaardigd door Antonio Stradivari, welke inmiddels zijn naam draagt (De Munck-Stradivari of wel De Munck-Feuremann-Stradivari (naar Emanuel Feuermann. Van zijn hand kwam ook een beperkt aantal werken voor cello met daarbij een Concerto dramatique, Souvenir de Spa en Zes etudes voor cello.
Daniël de Lange droeg zijn Adagio opus 7 op aan Ernest Demunck.
- Gemeinsame Normdatei: 11607020X
- International Standard Name Identifier: 0000 0000 4950 7153
- Library of Congress Control Number: no2007104368
- MusicBrainz: 4e073982-68c6-453a-9639-033a8868ca6c
- Virtual International Authority File: 54890623
- WorldCat: E39PBJwRYbvptpyHwpfHRq8Qv3